# László Ferenczy
László Ferenczy (n. 9 martie 1898, Vișeu de Sus, România – d. 31 mai 1946, Budapesta, Republica Ungară⁠(d)) a fost un jandarm maghiar, care a îndeplinit funcția de comandant al Jandarmeriei Ungare în timpul celui de-al Doilea Război Mondial și, în această calitate, a coordonat deportarea evreilor din Ungaria.

## Viața
În timpul Primului Război Mondial a fost ostaș și a luptat pe front. După 1920 a devenit jandarm. În perioada de 1940–1942 a fost comandantul diviziei de urmăritori din Košice. În această funcție a capturat mulți evrei, care au vrut să fugă din Slovacia în Ungaria și i-a oferit germanilor. După Operațiunea Margarethe, când germanii au ocupat Ungaria, Gábor Faragho l-a numit pe Ferenczy omul de legătură între Adolf Eichmann și jandarmerie. El a condus deportarea evreilor, fiind mult mai necruțător cu evreii decât germanii. După ce deportările au fost oprite a devenit un „mare prieten al evreilor”, însă imediat ce Ferenc Szálasi și guvernul condus de el a reluat stăpânirea asupra Ungariei, a continuat deportările. După război a fugit în Germania, fiind prins de soldații americani și readus în Ungaria, unde a fost condamnat la moarte și spânzurat.